# Frederiksholm Kirke
Frederiksholm Kirke er en kirke i Sydhavn Sogn på Louis Pios Gade i Sydhavnskvarteret i Københavns Kommune. Sognet blev 1922 udskilt fra Valby Sogn som Frederiksholm Sogn. De første mange år fungerede menighedssalen som kirke indtil den færdige kirkebygning kunne indvies 31. august 1952. Arkitekter var Adam Møller og H.P. Koch.
I 2014 fik kirken installeret en 15 meter høj klatrevæg på tårnets side ud mod Louis Pios Gade.

## Galleri
| - Kirkerummet - Kirkerummet set fra alteret - Krucifiks over for indgangen (kopi af det middelalderlige krucifiks fra Gammel Åby Kirke) - Alter - Prædikestol - Døbefont - Orgel - Kirkeskib |

## Eksterne kilder og henvisninger
- "Fakta om sognet" Arkiveret 22. januar 2015 hos  Wayback Machine fra Sogn.dk
- Frederiksholm Kirke Arkiveret 24. februar 2012 hos  Wayback Machine hos KortTilKirken.dk